# آنتونیو کاپوئانو
آنتونیو کاپوئانو (ایتالیایی: Antonio Capuano؛ زادهٔ ۹ آوریل ۱۹۴۰) کارگردان فیلم و فیلم‌نامه‌نویس اهل ایتالیا است.
از فیلم‌هایی که وی در آن‌ها نقش داشته‌است، می‌توان به ماه سرخ اشاره نمود.